# Асегуа (Уругвай)
Асегуа (исп. Aceguá) — город на северо-востоке Уругвая, в департаменте Серро-Ларго.

## География
Расположен на границе с Бразилией. По другую сторону границы находится бразильский город Асегуа, причём граница между двумя города проходит по одной из улиц. Через город проходит автомобильная дорога № 8. Абсолютная высота —234 метра над уровнем моря.

## История
23 декабря 1941 года получил статус села (Pueblo), а 14 апреля 1986 года — статус малого города (Villa).

## Население
Население по данным на 2011 год составляет 1511 человек.
| Год  | Население |
| ---- | --------- |
| 1908 | 3766      |
| 1963 | 464       |
| 1975 | 929       |
| 1985 | 1302      |
| 1996 | 1432      |
| 2004 | 1493      |
| 2011 | 1511      |

Источник: Instituto Nacional de Estadística de Uruguay